# Liste der Gedenktafeln in Berlin-Rummelsburg
Die Liste der Gedenktafeln in Berlin-Rummelsburg enthält die Namen, Standorte und, soweit bekannt, das Datum der Enthüllung von Gedenktafeln.
Die Liste ist nicht vollständig.

## Rummelsburg
| Bild | Name                                                              | Standort                   | Datum der Enthüllung |
| ---- | ----------------------------------------------------------------- | -------------------------- | -------------------- |
|      | Artur Becker                                                      | Schlichtallee 1            |                      |
|      | Eugeniu Botnari                                                   | Eugeniu-Botnari-Platz      | 19. Mai 2025         |
|      | Gefängnis Rummelsburg, Anstaltskirche                             | Hauptstraße 8              |                      |
|      | Gefängnis Rummelsburg, Gedenkort                                  | Friedrich-Jacobs-Promenade |                      |
|      | Gefängnis Rummelsburg                                             | Hauptstraße 8              |                      |
|      | Gefängnis Rummelsburg im Kaiserreich und in der Weimarer Republik | Hauptstraße 8              |                      |
|      | Gefängnis Rummelsburg in der NS-Zeit                              | Hauptstraße 8              |                      |
|      | Gefängnis Rummelsburg in der DDR                                  | Hauptstraße 8              |                      |
|      | Gefängnis Rummelsburg, Haus 8                                     | Friedrich-Jacobs-Promenade |                      |
|      | Gefängnis Rummelsburg, Akteure ohne Namen                         | Friedrich-Jacobs-Promenade |                      |
|      | Gefängnis Rummelsburg, Adolf B.                                   | Hauptstraße 8              |                      |
|      | Gefängnis Rummelsburg, Sophie B.                                  | Hauptstraße 8              |                      |
|      | Gefängnis Rummelsburg, Matthias Bath                              | Hauptstraße 8              |                      |
|      | Gefängnis Rummelsburg, Manfred Butzmann                           | Friedrich-Jacobs-Promenade |                      |
|      | Gefängnis Rummelsburg, Horst Jänichen                             | Friedrich-Jacobs-Promenade |                      |
|      | Gefängnis Rummelsburg, Guido E.                                   | Hauptstraße 8              |                      |
|      | Gefängnis Rummelsburg, Rudolf Kirsten                             | Hauptstraße 8              |                      |
|      | Gefängnis Rummelsburg, Auguste Löwenthal                          | Hauptstraße 8              |                      |
|      | Gefängnis Rummelsburg, Marie R.                                   | Hauptstraße 8              |                      |
|      | Gefängnis Rummelsburg, August Rake                                | Hauptstraße 8              |                      |
|      | Gefängnis Rummelsburg, Hartmut Richter                            | Hauptstraße 8              |                      |
|      | Gefängnis Rummelsburg, Karl Spiewok                               | Hauptstraße 8              |                      |
|      | Gefängnis Rummelsburg, Günter F. Toepfer                          | Friedrich-Jacobs-Promenade |                      |
|      | Gefängnis Rummelsburg, Karl Wilker                                | Hauptstraße 8              |                      |
|      | Gefängnis Rummelsburg, Jörg Zickler                               | Friedrich-Jacobs-Promenade |                      |
|      | Gefängnis Rummelsburg, Evelyn Zupke                               | Friedrich-Jacobs-Promenade |                      |
|      | Nöldnerplatz, Arbeiterwiderstand                                  | Nöldnerplatz               |                      |
|      | Nöldnerplatz, Arbeiterwiderstand                                  | Nöldnerplatz               |                      |
|      | Betonschlackehaus                                                 | Türrschmidtstraße 17       |                      |
|      | Betonschlackehaus                                                 | Türrschmidtstraße 17       |                      |
|      | Rummelsburger Bucht                                               | Bolleufer                  |                      |
|      | Erlöserkirche                                                     | Nöldnerstraße 43           |                      |
|      | Erlöserkirche                                                     | Nöldnerstraße 43           |                      |
|      | Erlöserkirche                                                     | Nöldnerstraße 43           |                      |
|      | Friedrichs-Waisenhaus Rummelsburg                                 | Bolleufer                  |                      |
|      | Friedrichs-Waisenhaus Rummelsburg, Knabenhäuser                   | Bolleufer                  |                      |
|      | Heizkraftwerk Klingenberg                                         | Köpenicker Chaussee 42     |                      |
|      | Hans Krüger                                                       | Türrschmidtstraße 16       |                      |
|      | Georg Lehnig                                                      | Wönnichstraße 105          |                      |
|      | Wilhelm Martinke                                                  | Pfarrstraße 92             |                      |
|      | Mietshaus                                                         | Türrschmidtstraße 30       |                      |
|      | Pendelstützen                                                     | Stadthausstraße            |                      |
|      | Ernst Rossius-Rhyn                                                | Eitelstraße 50             |                      |
|      | Berlin-Rummelsburg 1879                                           | Bolleufer                  |                      |
|      | Berlin-Rummelsburg 1945                                           | Bolleufer                  |                      |
|      | Sowjetisches Ehrenmal                                             | Nöldnerstraße 43           |                      |
|      | Margarete Steffin                                                 | Geusenstraße 12            |                      |
|      | Käthe Tucholla und Felix Tucholla                                 | Kaskelstraße 41            |                      |
|      | Felix Tucholla                                                    | Kaskelstraße 41            |                      |
|      | Victoriastadt, Stadthaussanierung                                 | Türrschmidtstraße 24       |                      |
|      | Wohnungsbau                                                       | Maximilianstraße 5         |                      |
|      | Heinrich Zille                                                    | Fischerstraße 8            |                      |
|      | Heinrich Zille                                                    | Geusenstraße 16            |                      |